# Akreșorî, Cosău
Akreșorî (în ucraineană Акрешори) este o comună în raionul Cosău, regiunea Ivano-Frankivsk, Ucraina, formată numai din satul de reședință.

## Demografie
Componența lingvistică a comunei Akreșorî
     Ucraineană (99,88%)
     Alte limbi (0,12%)
Conform recensământului din 2001, majoritatea populației comunei Akreșorî era vorbitoare de ucraineană (99,88%), existând în minoritate și vorbitori de alte limbi.